# Identificazione di origine
L'identificazione di origine (ufficialmente Marchio di Stato ad Identificazione di Origine) usato nella Repubblica di San Marino equivale all'etichetta DOC e DOCG in Italia ed è usato per tutti i vini prodotti a San Marino, questo marchio è usato dopo l'entrata in vigore della legge 31 ottobre 1986 n. 127, sulla viticoltura e produzione di vini. Il marchio viene messo dal Consorzio vini tipici di San Marino.
È usato per tutti questi vini:
- Moscato di San Marino
- Moscato spumante di San Marino
- Sangiovese di San Marino
- Tessano di San Marino
- Brugneto di San Marino
- Roncale di San Marino
- Caldese di San Marino
- Biancale di San Marino
- il passito di moscato Oro dei Goti